# Niemcy na Zimowych Igrzyskach Olimpijskich 2018
Niemcy na Zimowych Igrzyskach Olimpijskich 2018 – kadra sportowców z Republiki Federalnej Niemiec, którzy wystąpili na XXIII Zimowych Igrzyskach Olimpijskich w 2018 roku w Pjongczangu. Licząc 156 zawodników startujących w 14 dyscyplinach (wszystkich poza curlingiem) była jedną z największych reprezentacji.
Na chorążego reprezentacji w trakcie ceremonii otwarcia został wybrany narciarz Eric Frenzel.
W finalnej klasyfikacji medalowej reprezentanci RFN zdobyli drugie miejsce, przegrywając tylko z Norwegami. Otrzymując 31 medali (z czego 14 złotych, 10 srebrnych i 7 brązowych) Niemcy znacznie poprawili wynik z Soczi (19 medali, 8 złotych).
Niemcy odnotowali bardzo dobry początek igrzysk. Pierwszy medal dla reprezentacji – złoty – zdobyła w sprincie biathlonistka Laura Dahlmeier. Jeszcze tego samego dnia w konkursie na skoczni normalnej zwyciężył skoczek Andreas Wellinger, awansując drugim skokiem z piątego miejsca. Następnego dnia sukces Dahlmeier w biathlonowym sprincie powtórzył strzelający tego dnia bezbłędnie Arnd Peiffer.
Po medalu Dahlmeier reprezentacja dołączyła do szczytu klasyfikacji medalowej ex aequo ze Szwecją, by – po tymczasowym wyprzedzeniu – na koniec dnia objąć prowadzenie samodzielnie. Dalej traciła je tylko epizodycznie. Po pięciu dniach medalowych reprezentacja Niemiec z siedmioma złotymi medalami, dwoma srebrami i trzema brązami prowadziła w klasyfikacji medalowej igrzysk wyprzedzając drużyny Holandii (5 medali złotych, 3 srebrne, 3 brązowe) i Stanów Zjednoczonych (4 medale złote, 1 srebrny i 2 brązowe). Po sześciu dniach medali było już piętnaście, z czego aż dziewięć złotych. Przerwa w sukcesach przyszła dopiero siódmego dnia, gdy reprezentanci Niemiec nie zdobyli żadnego medalu.

## Sportowcy
Liczba sportowców startujących w poszczególnych dyscyplinach:
| Dyscyplina            | Mężczyźni | Kobiety | Razem |
| --------------------- | --------- | ------- | ----- |
| Biathlon              | 6         | 6       | 12    |
| Biegi narciarskie     | 9         | 7       | 16    |
| Bobsleje              | 12        | 6       | 18    |
| Hokej na lodzie       | 25        | 0       | 25    |
| Kombinacja norweska   | 5         | 0       | 5     |
| Łyżwiarstwo figurowe  | 4         | 4       | 8     |
| Łyżwiarstwo szybkie   | 4         | 5       | 9     |
| Narciarstwo alpejskie | 6         | 5       | 14    |
| Narciarstwo dowolne   | 3         | 5       | 9     |
| Saneczkarstwo         | 7         | 3       | 10    |
| Short track           | 0         | 2       | 2     |
| Skeleton              | 3         | 3       | 6     |
| Skoki narciarskie     | 5         | 4       | 9     |
| Snowboarding          | 7         | 6       | 13    |
| Razem                 | 94        | 58      | 152   |

## Zdobyte Medale
| Medale według dni | Medale według dni | Medale według dni | Medale według dni | Medale według dni | Medale według dni | Medale według dni |
| ----------------- | ----------------- | ----------------- | ----------------- | ----------------- | ----------------- | ----------------- |
| Dzień             | Data              | złoto             | srebro            | brąz              | Razem             |                   |
| Dzień 1           | 10.02             | 2                 | 0                 | 0                 | 2                 |                   |
| Dzień 2           | 11.02             | 1                 | 0                 | 1                 | 2                 |                   |
| Dzień 3           | 12.02             | 1                 | 1                 | 1                 | 3                 |                   |
| Dzień 4           | 13.02             | 1                 | 1                 | 0                 | 2                 |                   |
| Dzień 5           | 14.02             | 2                 | 0                 | 1                 | 3                 |                   |
| Dzień 6           | 15.02             | 2                 | 0                 | 1                 | 3                 |                   |
| Dzień 7           | 16.02             | 0                 | 0                 | 0                 | 0                 |                   |
| Dzień 8           | 17.02             | 0                 | 2                 | 0                 | 2                 |                   |
| Dzień 9           | 18.02             | 0                 | 1                 | 0                 | 1                 |                   |
| Dzień 10          | 19.02             | 0                 | 2                 | 0                 | 2                 |                   |
| Dzień 11          | 20.02             | 1                 | 1                 | 1                 | 3                 |                   |
| Dzień 12          | 21.02             | 1                 | 0                 | 0                 | 1                 |                   |
| Dzień 13          | 22.02             | 1                 | 0                 | 0                 | 1                 |                   |
| Dzień 14          | 23.02             | 0                 | 0                 | 1                 | 1                 |                   |
| Dzień 15          | 24.02             | 0                 | 1                 | 1                 | 2                 |                   |
| Dzień 16          | 25.02             | 1                 | 2                 | 0                 | 3                 |                   |

| Medal  | Zawodnik | Dyscyplina           | Konkurencja                     | Rezultat                                                                 | Data      |
| ------ | --- | -------------------- | ------------------------------- | ------------------------------------------------------------------------ | --------- |
| Złoto  | Laura Dahlmeier | Biathlon             | sprint kobiet                   | 21:06,2                                                                  | 10 lutego |
| Złoto  | Laura Dahlmeier | Biathlon             | bieg pościgowy kobiet           | 30:35,3                                                                  | 12 lutego |
| Złoto  | Andreas Wellinger | Skoki narciarskie    | skocznia normalna mężczyzn      | 259,3 pkt                                                                | 10 lutego |
| Złoto  | Arnd Peiffer | Biathlon             | sprint mężczyzn                 | 23:38,8                                                                  | 11 lutego |
| Złoto  | Natalie Geisenberger | Saneczkarstwo        | jedynki kobiet                  | 3:05,232                                                                 | 13 lutego |
| Złoto  | Tobias Wendl Tobias Arlt | Saneczkarstwo        | dwójki mężczyzn                 | 1:31,697                                                                 | 14 lutego |
| Złoto  | Eric Frenzel | Kombinacja norweska  | skocznia normalna/10 km         | 24:51,4                                                                  | 14 lutego |
| Złoto  | Alona Sawczenko Bruno Massot | Łyżwiarstwo figurowe | pary sportowe                   | 235,90 pkt                                                               | 15 lutego |
| Złoto  | Natalie Geisenberger Johannes Ludwig Tobias Wendl Tobias Arlt | Saneczkarstwo        | sztafeta                        | 2:24,517                                                                 | 15 lutego |
| Złoto  | Johannes Rydzek | Kombinacja norweska  | skocznia duża/10 km             | 23:52,5                                                                  | 20 lutego |
| Złoto  | Lisa Buckwitz Mariama Jamanka | Bobsleje             | dwójki kobiet                   | 3:22,45                                                                  | 21 lutego |
| Złoto  | Francesco Friedrich Thorsten Margis | Bobsleje             | dwójka mężczyzn                 | 3:16,86                                                                  | 19 lutego |
| Złoto  | Eric Frenzel Vinzenz Geiger Fabian Rießle Johannes Rydzek | kombinacja norweska  | drużynowo                       | 46:09,8                                                                  | 22 lutego |
| Złoto  | Candy Bauer Francesco Friedrich Martin Grothkopp Thorsten Margis | Bobsleje             | czwórki mężczyzn                | 3:15,85                                                                  | 25 lutego |
| Srebro | Katharina Althaus | Skoki narciarskie    | skocznia normalna kobiet        | 252,6 pkt                                                                | 12 lutego |
| Srebro | Dajana Eitberger | Saneczkarstwo        | jedynki kobiet                  | 3:05,599                                                                 | 13 lutego |
| Srebro | Jacqueline Lölling | Skeleton             | ślizg kobiet                    | 3:27,73                                                                  | 17 lutego |
| Srebro | Andreas Wellinger | Skoki narciarskie    | duża skocznia mężczyzn          | 282,3                                                                    | 17 lutego |
| Srebro | Simon Schempp | Biathlon             | bieg masowy mężczyzn            | 35:47,3                                                                  | 18 lutego |
| Srebro | Thorsten Margis Francesco Friedrich | Bobsleje             | dwójki mężczyzn                 | 3:16,86                                                                  | 19 lutego |
| Srebro | Richard Freitag Karl Geiger Stephan Leyhe Andreas Wellinger | Skoki narciarskie    | konkurs drużynowy mężczyzn      | 1075,7 pkt                                                               | 19 lutego |
| Srebro | Fabian Rießle | Kombinacja norweska  | skocznia duża/10 km             | 23:52,9                                                                  | 20 lutego |
| Srebro | Selina Jörg | Snowboarding         | slalom gigant równoległy kobiet | W finale uległa Czeszce Ester Ledecká                                    | 24 lutego |
| Srebro | Nico Walther Kevin Kuske Alexander Rödiger Eric Franke | Bobsleje             | czwórki mężczyzn                | 3:16,38                                                                  | 25 lutego |
| Srebro | Danny aus den Birken Dennis Endras Daryl Boyle Christian Ehrhoff Yasin Ehliz Gerrit Fauser Marcel Goc Frank Hordler Patrick Hager Björn Krupp Dominik Kahun Marcus Kink Jonas Müller Moritz Müller Brooks Macek Frank Mauer Marcel Noebels Timo Pielmeie Leonhard Pföderl Matthias Plachta Denis Reul Patrick Reimer Yannic Seidenberg Felix Schütz David Wolf | Hokej na lodzie      | turniej mężczyzn                | W finale ulegli reprezentacji Olimpijczyków z Rosji po dogrywce 3:4      | 25 lutego |
| Brąz   | Johannes Ludwig | Saneczkarstwo        | jedynki mężczyzn                | 3:10,932                                                                 | 11 lutego |
| Brąz   | Benedikt Doll | Biathlon             | bieg pościgowy mężczyzn         | 33:06,8                                                                  | 12 lutego |
| Brąz   | Toni Eggert Sascha Benecken | Saneczkarstwo        | dwójki mężczyzn                 | 1:31,987                                                                 | 14 lutego |
| Brąz   | Laura Dahlmeier | Biathlon             | bieg indywidualny kobiet        | 41:48,4                                                                  | 15 lutego |
| Brąz   | Eric Frenzel | Kombinacja norweska  | skocznia duża/10 km             | 23:53,3                                                                  | 20 lutego |
| Brąz   | Erik Lesser Benedikt Doll Arnd Peiffer Simon Schempp | Biathlon             | sztafeta mężczyzn               | 1:17:23,6                                                                | 23 lutego |
| Brąz   | Ramona Hofmeister | Snowboarding         | slalom gigant równoległy kobiet | W przejeździe o brązowy medal pokonała olimpijkę z Rosji Alonę Zawarzinę | 24 lutego |

## Skład kadry

### Biathlon
| Zawodnik                                                             | Konkurencja                  | Czas      | Kary | Pozycja | Źródło |
| -------------------------------------------------------------------- | ---------------------------- | --------- | ---- | ------- | ------ |
| Arnd Peiffer                                                         | Sprint mężczyzn              | 23:38,8   | 0    | złoto   | [ 9 ]  |
| Benedikt Doll                                                        | Sprint mężczyzn              | 23:56,4   | 1    | 6.      | [ 9 ]  |
| Simon Schempp                                                        | Sprint mężczyzn              | 24:00,2   | 1    | 7.      | [ 9 ]  |
| Erik Lesser                                                          | Sprint mężczyzn              | 24:10,7   | 1    | 11.     | [ 9 ]  |
| Benedikt Doll                                                        | Bieg pościgowy mężczyzn      | 33:06,8   | 1    | brąz    | [ 10 ] |
| Simon Schempp                                                        | Bieg pościgowy mężczyzn      | 33:54,4   | 3    | 5.      | [ 10 ] |
| Arnd Peiffer                                                         | Bieg pościgowy mężczyzn      | 34:05,8   | 3    | 8.      | [ 10 ] |
| Erik Lesser                                                          | Bieg pościgowy mężczyzn      | 34:27,6   | 2    | 11.     | [ 10 ] |
| Erik Lesser                                                          | Bieg indywidualny            | 49:31,1   | 1    | 9.      | [ 11 ] |
| Arnd Peiffer                                                         | Bieg indywidualny            | 50:29,6   | 3    | 21.     | [ 11 ] |
| Simon Schempp                                                        | Bieg indywidualny            | 51:54,8   | 4    | 36.     | [ 11 ] |
| Johannes Kühn                                                        | Bieg indywidualny            | 53:36,6   | 6    | 58.     | [ 11 ] |
| Simon Schempp                                                        | bieg ze startu wspólnego (m) | 35:47,3   | 1    | srebro  | [ 12 ] |
| Erik Lesser                                                          | bieg ze startu wspólnego (m) | 35:58,9   | 2    | 4.      | [ 12 ] |
| Benedikt Doll                                                        | bieg ze startu wspólnego (m) | 36:06,1   | 1    | 5.      | [ 12 ] |
| Arnd Peiffer                                                         | bieg ze startu wspólnego (m) | 36:47,5   | 4    | 13.     | [ 12 ] |
| Erik Lesser Benedikt Doll Arnd Peiffer Simon Schempp                 | Sztafeta 4 × 7,5 km (m)      | 1:17:23,6 | 3    | brąz    | [ 13 ] |
| Laura Dahlmeier                                                      | Sprint kobiet                | 21:06,2   | 0    | złoto   | [ 14 ] |
| Vanessa Hinz                                                         | Sprint kobiet                | 21:46,5   | 1    | 5.      | [ 14 ] |
| Franziska Hildebrand                                                 | Sprint kobiet                | 21:59,9   | 1    | 12.     | [ 14 ] |
| Denise Herrmann                                                      | Sprint kobiet                | 22:25,8   | 2    | 21.     | [ 14 ] |
| Laura Dahlmeier                                                      | Bieg pościgowy kobiet        | 30:35,3   | 1    | złoto   |        |
| Denise Herrmann                                                      | Bieg pościgowy kobiet        | 31:54,7   | 2    | 6.      |        |
| Franziska Hildebrand                                                 | Bieg pościgowy kobiet        | 32:36,5   | 3    | 12.     |        |
| Vanessa Hinz                                                         | Bieg pościgowy kobiet        | 32:41,4   | 4    | 13.     |        |
| Laura Dahlmeier                                                      | Bieg indywidualny            | 41:48,4   | 1    | brąz    | [ 15 ] |
| Franziska Preuß                                                      | Bieg indywidualny            | 42:06,9   | 0    | 4.      | [ 15 ] |
| Franziska Hildebrand                                                 | Bieg indywidualny            | 43:38,6   | 1    | 9.      | [ 15 ] |
| Maren Hammerschmidt                                                  | Bieg indywidualny            | 44:28,0   | 3    | 17.     | [ 15 ] |
| Denise Herrmann                                                      | bieg masowy kobiet           | 36:27,2   | 2    | 11.     | [ 16 ] |
| Franziska Preuß                                                      | bieg masowy kobiet           | 36:38,9   | 1    | 12.     | [ 16 ] |
| Laura Dahlmeier                                                      | bieg masowy kobiet           | 37:10,1   | 2    | 16.     | [ 16 ] |
| Vanessa Hinz                                                         | bieg masowy kobiet           | 38:52,4   | 4    | 25.     | [ 16 ] |
| Franziska Preuß Denise Herrmann Franziska Hildebrand Laura Dahlmeier | Sztafeta 4 × 6 km            | 1:12:57,3 | 3    | 8.      | [ 17 ] |
| Vanessa Hinz Laura Dahlmeier Erik Lesser Arnd Peiffer                | sztafeta mieszana            | 1:09:29,8 | 1    | 4.      | [ 18 ] |

### Biegi narciarskie
Mężczyźni
| Zawodnik                                         | Konkurencja        | Eliminacje | Eliminacje | Ćwierćfinał | Ćwierćfinał | Półfinał | Półfinał | Finał     | Finał   | Źródło |
| Zawodnik                                         | Konkurencja        | czas       | Pozycja    | czas        | Pozycja     | czas     | Pozycja  | czas      | Pozycja | Źródło |
| ------------------------------------------------ | ------------------ | ---------- | ---------- | ----------- | ----------- | -------- | -------- | --------- | ------- | ------ |
| Lucas Bögl                                       | Bieg na 15 km      | N/A        | N/A        | N/A         | N/A         | N/A      | N/A      | 35:04,7   | 15.     | [ 19 ] |
| Andreas Katz                                     | Bieg na 15 km      | N/A        | N/A        | N/A         | N/A         | N/A      | N/A      | 35:38,3   | 25.     | [ 19 ] |
| Sebastian Eisenlauer                             | Bieg na 15 km      | N/A        | N/A        | N/A         | N/A         | N/A      | N/A      | 36:03,8   | 32.     | [ 19 ] |
| Thomas Bing                                      | Bieg na 30 km      | N/A        | N/A        | N/A         | N/A         | N/A      | N/A      | 1:17:03,7 | 11.     | [ 20 ] |
| Lucas Bögl                                       | Bieg na 30 km      | N/A        | N/A        | N/A         | N/A         | N/A      | N/A      | 1:17:19,9 | 16.     | [ 20 ] |
| Jonas Dobler                                     | Bieg na 30 km      | N/A        | N/A        | N/A         | N/A         | N/A      | N/A      | 1:17:56,6 | 22.     | [ 20 ] |
| Andreas Katz                                     | Bieg na 30 km      | N/A        | N/A        | N/A         | N/A         | N/A      | N/A      | 1:19:49,2 | 35.     | [ 20 ] |
| Thomas Bing                                      | Bieg na 50 km      | N/A        | N/A        | N/A         | N/A         | N/A      | N/A      | 2:18:41,1 | 30.     | [ 21 ] |
| Andreas Katz                                     | Bieg na 50 km      | N/A        | N/A        | N/A         | N/A         | N/A      | N/A      | 2:13:32,3 | 14.     | [ 21 ] |
| Lucas Bögl                                       | Bieg na 50 km      | N/A        | N/A        | N/A         | N/A         | N/A      | N/A      | 2:23:42,8 | 46.     | [ 21 ] |
| Jonas Dobler                                     | Bieg na 50 km      | N/A        | N/A        | N/A         | N/A         | N/A      | N/A      | DNF       | DNF     | [ 21 ] |
| Sebastian Eisenlauer                             | Sprint             | 3:15,06    | 16.        | 3:16,22     | 6.          | NQ       | NQ       | NQ        | NQ      | [ 22 ] |
| Thomas Bing                                      | Sprint             | 3:16,66    | 22.        | 3:18,64     | 3.          | NQ       | NQ       | NQ        | NQ      | [ 22 ] |
| Sebastian Eisenlauer Thomas Bing                 | Sprint drużynowy   | N/A        | N/A        | N/A         | N/A         | 16:00,55 | 3.       | 16:42,20  | 10.     | [ 23 ] |
| Andreas Katz Thomas Bing Lucas Bögl Jonas Dobler | Sztafeta 4 × 10 km | N/A        | N/A        | N/A         | N/A         | N/A      | N/A      | 1:3513,1  | 6.      | [ 24 ] |

Kobiety
| Zawodnik                                                       | Konkurencja       | Eliminacje | Eliminacje | Ćwierćfinał | Ćwierćfinał | Półfinał | Półfinał | Finał     | Finał   | Źródło                      |
| Zawodnik                                                       | Konkurencja       | czas       | Pozycja    | czas        | Pozycja     | czas     | Pozycja  | czas      | Pozycja | Źródło                      |
| -------------------------------------------------------------- | ----------------- | ---------- | ---------- | ----------- | ----------- | -------- | -------- | --------- | ------- | --------------------------- |
| Victoria Carl                                                  | Bieg na 10 km     | N/A        | N/A        | N/A         | N/A         | N/A      | N/A      | 27:04,6   | 19.     | [ 25 ]                      |
| Stefanie Böhler                                                | Bieg na 10 km     | N/A        | N/A        | N/A         | N/A         | N/A      | N/A      | 27:21,8   | 25.     | [ 25 ]                      |
| Sandra Ringwald                                                | Bieg na 10 km     | N/A        | N/A        | N/A         | N/A         | N/A      | N/A      | 27:47,7   | 26.     | [ 25 ]                      |
| Victoria Carl                                                  | Bieg na 15 km     | N/A        | N/A        | N/A         | N/A         | N/A      | N/A      | 42:54,4   | 20.     | [ 26 ]                      |
| Katharina Hennig                                               | Bieg na 15 km     | N/A        | N/A        | N/A         | N/A         | N/A      | N/A      | 43:00,2   | 22.     | [ 26 ]                      |
| Stefanie Böhler                                                | Bieg na 15 km     | N/A        | N/A        | N/A         | N/A         | N/A      | N/A      | 43:02,6   | 25.     | [ 26 ]                      |
| Nicole Fessel                                                  | Bieg na 15 km     | N/A        | N/A        | N/A         | N/A         | N/A      | N/A      | DNS       | DNS     | [ 26 ]                      |
| Stefanie Böhler                                                | Bieg na 30 km     | N/A        | N/A        | N/A         | N/A         | N/A      | N/A      | 1:28:42,2 | 16.     | [ 27 ]                      |
| Katharina Hennig                                               | Bieg na 30 km     | N/A        | N/A        | N/A         | N/A         | N/A      | N/A      | 1:29:48,9 | 19.     | [ 27 ]                      |
| Victoria Carl                                                  | Bieg na 30 km     | N/A        | N/A        | N/A         | N/A         | N/A      | N/A      | 1:32:42,4 | 25.     | [ 27 ]                      |
| Sandra Ringwald                                                | Sprint            | 3:18,43    | 16.        | 3:13,76     | 3.          | NQ       | NQ       | NQ        | NQ      | [ 28 ] [ 29 ] [ 30 ] [ 31 ] |
| Katharina Hennig                                               | Sprint            | 3:22,64    | 25.        | 3:19,55     | 6.          | NQ       | NQ       | NQ        | NQ      | [ 28 ] [ 29 ] [ 30 ] [ 31 ] |
| Elisabeth Schicho                                              | Sprint            | 3:23,26    | 26.        | 3:24,26     | 6.          | NQ       | NQ       | NQ        | NQ      | [ 28 ] [ 29 ] [ 30 ] [ 31 ] |
| Hanna Kolb                                                     | Sprint            | 3:27,84    | 36.        | NQ          | NQ          | NQ       | NQ       | NQ        | NQ      | [ 28 ] [ 29 ] [ 30 ] [ 31 ] |
| Nicole Fessel Sandra Ringwald                                  | Sprint drużynowy  | N/A        | N/A        | N/A         | N/A         | 16:51,67 | 4.       | 17:06,57  | 10.     | [ 32 ] [ 33 ]               |
| Stefanie Böhler Katharina Hennig Victoria Carl Sandra Ringwald | Sztafeta 4 × 5 km | N/A        | N/A        | N/A         | N/A         | N/A      | N/A      | 53:13,7   | 6.      | [ 34 ]                      |

### Bobsleje
| Zawodnicy                                                         | Konkurencja     | Ślizg 1 | Ślizg 1 | Ślizg 2 | Ślizg 2 | Ślizg 3 | Ślizg 3 | Ślizg 4 | Ślizg 4 | Łącznie | Pozycja | Źródło                             |
| Zawodnicy                                                         | Konkurencja     | Czas    | Miejsce | Czas    | Miejsce | Czas    | Miejsce | Czas    | Miejsce | Łącznie | Pozycja | Źródło                             |
| ----------------------------------------------------------------- | --------------- | ------- | ------- | ------- | ------- | ------- | ------- | ------- | ------- | ------- | ------- | ---------------------------------- |
| Francesco Friedrich Thorsten Margis                               | Dwójki mężczyzn | 49,22   | 5.      | 49,46   | 5.      | 48,96   | 1.      | 49,22   | 2.      | 3:16,86 | srebro  | [ 35 ] [ 36 ] [ 37 ] [ 38 ] [ 39 ] |
| Nico Walther Christian Poser                                      | Dwójki mężczyzn | 49,12   | 3.      | 49,27   | 1.      | 49,32   | 6.      | 49,35   | 4.      | 3:17,06 | 4.      | [ 35 ] [ 36 ] [ 37 ] [ 38 ] [ 39 ] |
| Johannes Lochner Christopher Weber                                | Dwójki mężczyzn | 49,24   | 6.      | 49,34   | 2.      | 49,09   | 3.      | 49,47   | 8.      | 3:17,14 | 5.      | [ 35 ] [ 36 ] [ 37 ] [ 38 ] [ 39 ] |
| Francesco Friedrich Candy Bauer Martin Grothkopp Thorsten Margis  | Czwórki         | 48,54   | 1.      | 49,01   | 1.      | 48,76   | 1.      | 49,54   | 3.      | 3:15,85 | złoto   | [ 40 ] [ 41 ] [ 42 ] [ 43 ] [ 44 ] |
| Nico Walther Kevin Kuske Alexander Rödiger Eric Franke            | Czwórki         | 48,74   | 3.      | 49,16   | 2.      | 48,90   | 4.      | 49,58   | 7.      | 3:16,38 | srebro  | [ 40 ] [ 41 ] [ 42 ] [ 43 ] [ 44 ] |
| Johannes Lochner Christian Poser Christopher Weber Christian Rasp | Czwórki         | 48,95   | 6.      | 49,26   | 7.      | 49,10   | 9.      | 49,80   | 17.     | 3Ł17,11 | 8.      | [ 40 ] [ 41 ] [ 42 ] [ 43 ] [ 44 ] |
| Mariama Jamanka Lisa Buckwitz                                     | Dwójki kobiet   | 50,54   | 2.      | 50,72   | 1.      | 50,49   | 2.      | 50,70   | 1.      | 3:22,45 | złoto   | [ 45 ]                             |
| Stephanie Schneider Annika Drazek                                 | Dwójki kobiet   | 50,63   | 4.      | 50,93   | 5.      | 50,71   | 5.      | 50,70   | 1.      | 3:22,97 | 4.      | [ 45 ]                             |
| Anna Köhler Erline Nolte                                          | Dwójki kobiet   | 51,21   | 12.     | 51,20   | 11.     | 51,48   | 15.     | 51,41   | 14.     | 3:25,28 | 14.     | [ 45 ]                             |

### Hokej na lodzie
Turniej mężczyzn
Reprezentacja mężczyzn
| - Danny aus den Birken - Dennis Endras - Daryl Boyle - Christian Ehrhoff - Yasin Ehliz - Gerrit Fauser - Marcel Goc - Frank Hordler - Patrick Hager - Björn Krupp - Dominik Kahun - Marcus Kink |  | - Jonas Müller - Moritz Müller - Brooks Macek - Frank Mauer - Marcel Noebels - Timo Pielmeie - Leonhard Pföderl - Matthias Plachta - Denis Reul - Patrick Reimer - Yannic Seidenberg - Felix Schütz - David Wolf |

| Drużyna | Konkurencja | Faza grupowa     | Faza grupowa     | Faza grupowa     | Faza grupowa | Runda kwalifikacyjna | Ćwierćfinały     | Półfinały        | Finał                     | Pozycja | Źródło |
| Drużyna | Konkurencja | Przeciwnik Wynik | Przeciwnik Wynik | Przeciwnik Wynik | Pozycja      | Przeciwnik Wynik     | Przeciwnik Wynik | Przeciwnik Wynik | Przeciwnik Wynik          | Pozycja | Źródło |
| ------- | ----------- | ---------------- | ---------------- | ---------------- | ------------ | -------------------- | ---------------- | ---------------- | ------------------------- | ------- | ------ |
| Niemcy  | mężczyźni   | Finlandia 2:5    | Szwecja 0:1      | Norwegia 2:1     | 3.           | Szwajcaria 2:1       | Szwecja 4:3      | Kanada 4:3       | Olimpijczycy rosyjscy 3:4 | srebro  | [ 46 ] |

### Kombinacja norweska
| Zawodnik                                                  | Konkurencja             | Skoki narciarskie       | Skoki narciarskie       | Skoki narciarskie | Skoki narciarskie | Bieg narciarski                 | Bieg narciarski | Bieg narciarski | Strata   | Pozycja | Źródło        |
| Zawodnik                                                  | Konkurencja             | Odległość               | Nota                    | Pozycja           | Strata czasowa    | Czas biegu                      | Pozycja         | Czas łączny     | Strata   | Pozycja | Źródło        |
| --------------------------------------------------------- | ----------------------- | ----------------------- | ----------------------- | ----------------- | ----------------- | ------------------------------- | --------------- | --------------- | -------- | ------- | ------------- |
| Eric Frenzel                                              | skocznia normalna/10 km | 106,5                   | 121,7                   | 5.                | + 0:36            | 24:15,4                         | 6.              | 24:51,4         | –        | złoto   | [ 47 ] [ 48 ] |
| Johannes Rydzek                                           | skocznia normalna/10 km | 101,0                   | 109,1                   | 11.               | + 1:26            | 23:53,3                         | 3.              | 25:19,3         | + 27,9   | 5.      | [ 47 ] [ 48 ] |
| Vinzenz Geiger                                            | skocznia normalna/10 km | 103,5                   | 105,4                   | 13.               | + 1:41            | 24:15,9                         | 7.              | 25:56,9         | + 1:05,5 | 9.      | [ 47 ] [ 48 ] |
| Fabian Rießle                                             | skocznia normalna/10 km | 94,5                    | 99,9                    | 16.               | + 2:03            | 23:53,7                         | 4.              | 25:56,7         | + 1:05,3 | 7.      | [ 47 ] [ 48 ] |
| Eric Frenzel                                              | skocznia duża/10 km     | 136,5                   | 132,9                   | 4.                | + 0:24            | 23:29,3                         | 7.              | 23:53,3         | + 0,8    | brąz    | [ 49 ] [ 50 ] |
| Johannes Rydzek                                           | skocznia duża/10 km     | 133,5                   | 131,2                   | 5.                | + 0:31            | 23:21,5                         | 4.              | 23:52,5         | –        | złoto   | [ 49 ] [ 50 ] |
| Fabian Rießle                                             | skocznia duża/10 km     | 130,5                   | 130,3                   | 6.                | + 0:34            | 23:18,9                         | 3.              | 23:52,9         | + 0,4    | srebro  | [ 49 ] [ 50 ] |
| Vinzenz Geiger                                            | skocznia duża/10 km     | 129,0                   | 124,0                   | 9.                | + 1:00            | 23:42,6                         | 13.             | 24:42,6         | + 50,1   | 7.      | [ 49 ] [ 50 ] |
| Eric Frenzel Vinzenz Geiger Fabian Rießle Johannes Rydzek | Drużynowo               | 137,0 129,5 127,5 138,0 | 123,6 102,6 109,2 129,3 | 2.                | + 0,06            | 11:05,4 11:39,8 11:24,1 12:00,5 | 1.              | 46:09,8         | –        | złoto   | [ 51 ] [ 52 ] |

### Łyżwiarstwo figurowe
| Zawodnik                      | Konkurencja   | Program krótki | Program krótki | Program dowolny | Program dowolny | Łączna nota | Pozycja | Źródło |
| Zawodnik                      | Konkurencja   | Nota           | Pozycja        | Nota            | Pozycja         | Łączna nota | Pozycja | Źródło |
| ----------------------------- | ------------- | -------------- | -------------- | --------------- | --------------- | ----------- | ------- | ------ |
| Nicole Schott                 | solistki      | 59,20          | 14.            | 109,26          | 16.             | 168,46      | 18.     | [ 53 ] |
| Paul Fentz                    | soliści       | 74,73          | 24.            | 139,82          | 22.             | 214,55      | 22.     | [ 54 ] |
| Alona Sawczenko Bruno Massot  | pary sportowe | 76,59          | 4.             | 159,31          | 1.              | 235,90      | złoto   | [ 55 ] |
| Kavita Lorenz Joti Polizoakis | Pary taneczne | 59,99          | 17.            | 90,50           | 16.             | 150,49      | 16.     | [ 56 ] |

Drużynowo
| Konkurencja      | Zawodnik                                                                                | Soliści       | Soliści | Solistki      | Solistki | Pary sportowe | Pary sportowe | Pary taneczne | Pary taneczne | Wynik  | Wynik   | Źródło                      |
| Konkurencja      | Zawodnik                                                                                | SP            | FS      | SP            | FS       | SP            | FS            | SD            | FD            | Punkty | Miejsce |                             |
| ---------------- | --------------------------------------------------------------------------------------- | ------------- | ------- | ------------- | -------- | ------------- | ------------- | ------------- | ------------- | ------ | ------- | --------------------------- |
| Zawody drużynowe | Paul Fentz Nicole Schott Alona Sawczenko / Bruno Massot Kavita Lorenz / Joti Polizoakis | 66,32 (2 pkt) | NQ      | 55,32 (3 pkt) | NQ       | 75,36 (8 pkt) | NQ            | 56,88 (3 pkt) | NQ            | 16     | 7.      | [ 57 ] [ 58 ] [ 59 ] [ 60 ] |

### Łyżwiarstwo szybkie
Mężczyźni
| Zawodnik          | Konkurencja   | Konkurencja   | Konkurencja    | Konkurencja    | Konkurencja    | Konkurencja    | Konkurencja    | Konkurencja    | Konkurencja      | Konkurencja      | Źródło                      |
| Zawodnik          | Bieg na 500 m | Bieg na 500 m | Bieg na 1000 m | Bieg na 1000 m | Bieg na 1500 m | Bieg na 1500 m | Bieg na 5000 m | Bieg na 5000 m | Bieg na 10 000 m | Bieg na 10 000 m | Źródło                      |
| Zawodnik          | Czas          | Miejsce       | Czas           | Miejsce        | Czas           | Miejsce        | Czas           | Miejsce        | Czas             | Miejsce          | Źródło                      |
| ----------------- | ------------- | ------------- | -------------- | -------------- | -------------- | -------------- | -------------- | -------------- | ---------------- | ---------------- | --------------------------- |
| Nico Ihle         | 34,89         | 8.            | 1:08,93        | 8.             | NQ             | NQ             | NQ             | NQ             | NQ               | NQ               | [ 61 ] [ 62 ] [ 63 ] [ 64 ] |
| Joel Dufter       | 35,506        | 29.           | 1:09,46        | 14.            | NQ             | NQ             | NQ             | NQ             | NQ               | NQ               | [ 61 ] [ 62 ] [ 63 ] [ 64 ] |
| Patrick Beckert   | NQ            | NQ            | NQ             | NQ             | NQ             | NQ             | 6:17,91        | 10.            | 13:01,94         | 7.               | [ 61 ] [ 62 ] [ 63 ] [ 64 ] |
| Moritz Geisreiter | NQ            | NQ            | NQ             | NQ             | NQ             | NQ             | 6:18,34        | 12.            | 13:06,53         | 9.               | [ 61 ] [ 62 ] [ 63 ] [ 64 ] |

Kobiety
| Zawodnik               | Konkurencja   | Konkurencja   | Konkurencja    | Konkurencja    | Konkurencja    | Konkurencja    | Konkurencja    | Konkurencja    | Konkurencja    | Konkurencja    | Źródło                      |
| Zawodnik               | Bieg na 500 m | Bieg na 500 m | Bieg na 1000 m | Bieg na 1000 m | Bieg na 1500 m | Bieg na 1500 m | Bieg na 3000 m | Bieg na 3000 m | Bieg na 5000 m | Bieg na 5000 m | Źródło                      |
| Zawodnik               | Czas          | Miejsce       | Czas           | Miejsce        | Czas           | Miejsce        | Czas           | Miejsce        | Czas           | Miejsce        | Źródło                      |
| ---------------------- | ------------- | ------------- | -------------- | -------------- | -------------- | -------------- | -------------- | -------------- | -------------- | -------------- | --------------------------- |
| Gabriele Hirschbichler | N/A           | N/A           | 1:16,03        | 15.            | 1:58,24        | 12.            | N/A            | N/A            | N/A            | N/A            | [ 65 ] [ 66 ] [ 67 ] [ 68 ] |
| Judith Dannhauer       | N/A           | N/A           | 1:17,41        | 26.            | N/A            | N/A            | N/A            | N/A            | N/A            | N/A            | [ 65 ] [ 66 ] [ 67 ] [ 68 ] |
| Michelle Uhrig         | N/A           | N/A           | 1:20,81        | 31.            | N/A            | N/A            | N/A            | N/A            | N/A            | N/A            | [ 65 ] [ 66 ] [ 67 ] [ 68 ] |
| Roxanne Dufter         | NQ            | NQ            | NQ             | NQ             | 2:00,33        | 24.            | 4:16,87        | 23.            | N/A            | N/A            | [ 65 ] [ 66 ] [ 67 ] [ 68 ] |
| Claudia Pechstein      | N/A           | N/A           | N/A            | N/A            | N/A            | N/A            | 4:04,49        | 9.             | 7:05,43        | 8.             | [ 65 ] [ 66 ] [ 67 ] [ 68 ] |

| Zawodnik                                                | Konkurencja    | Ćwierćfinał | Ćwierćfinał | Półfinał   | Półfinał | Finał      | Finał   | Pozycja | Źródło |
| Zawodnik                                                | Konkurencja    | Przeciwnik  | Czas        | Przeciwnik | Czas     | Przeciwnik | Czas    | Pozycja | Źródło |
| ------------------------------------------------------- | -------------- | ----------- | ----------- | ---------- | -------- | ---------- | ------- | ------- | ------ |
| Roxanne Dufter Gabriele Hirschbichler Claudia Pechstein | bieg drużynowy | Kanada      | 3:02,65     | NQ         | NQ       | Chiny      | 3:04,67 | 6.      | [ 70 ] |
| Claudia Pechstein                                       | bieg masowy    | N/A         | N/A         | –          | 8:35,58  | –          | 8:41,45 | 13.     | [ 70 ] |

### Narciarstwo alpejskie
| Zawodnik            | Konkurencja         | 1 przejazd | 1 przejazd | 2 przejazd | 2 przejazd | Łącznie | Łącznie | Źródło |
| Zawodnik            | Konkurencja         | Czas       | Pozycja    | Czas       | Pozycja    | Czas    | Pozycja | Źródło |
| ------------------- | ------------------- | ---------- | ---------- | ---------- | ---------- | ------- | ------- | ------ |
| Thomas Dreßen       | zjazd (m)           | N/A        | N/A        | N/A        | N/A        | 1:41,03 | 5.      | [ 71 ] |
| Andreas Sander      | zjazd (m)           | N/A        | N/A        | N/A        | N/A        | 1:41,62 | 10.     | [ 71 ] |
| Josef Ferstl        | zjazd (m)           | N/A        | N/A        | N/A        | N/A        | 1:42,98 | 25.     | [ 71 ] |
| Andreas Sander      | supergigant (m)     | N/A        | N/A        | N/A        | N/A        | 1:25,21 | 8.      | [ 72 ] |
| Thomas Dreßen       | supergigant (m)     | N/A        | N/A        | N/A        | N/A        | 1:25,51 | 12.     | [ 72 ] |
| Josef Ferstl        | supergigant (m)     | N/A        | N/A        | N/A        | N/A        | 1:26,81 | 27.     | [ 72 ] |
| Linus Straßer       | slalom gigant (m)   | 1:11,54    | 30.        | 1:10,13    | 4.         | 2:21,67 | 22.     | [ 73 ] |
| Fritz Dopfer        | slalom gigant (m)   | 1:10,69    | 19.        | 1:11,38    | 26.        | 2:22,07 | 26.     | [ 73 ] |
| Alexander Schmid    | slalom gigant (m)   | DNF        | DNF        | DNF        | DNF        | DNF     | DNF     | [ 73 ] |
| Fritz Dopfer        | slalom (m)          | 49,79      | 22.        | 51,48      | 17.        | 1:41,27 | 20.     | [ 74 ] |
| Linus Straßer       | slalom (m)          | DNF        | DNF        | DNF        | DNF        | DNF     | DNF     | [ 74 ] |
| Thomas Dreßen       | superkombinacja (m) | 1:19,24    | 1.         | 49,72      | 24.        | 2:08,96 | 9.      | [ 75 ] |
| Linus Straßer       | superkombinacja (m) | 1:22,03    | 39.        | DNF        | DNF        | DNF     | DNF     | [ 75 ] |
| Josef Ferstl        | superkombinacja (m) | 1:21,85    | 36.        | DNF        | DNF        | DNF     | DNF     | [ 75 ] |
| Andreas Sander      | superkombinacja (m) | 1:21,68    | 32.        | DNF        | DNF        | DNF     | DNF     | [ 75 ] |
| Viktoria Rebensburg | zjazd (k)           | N/A        | N/A        | N/A        | N/A        | 1:40,64 | 9.      | [ 76 ] |
| Kira Weidle         | zjazd (k)           | N/A        | N/A        | N/A        | N/A        | 1:41,01 | 11.     | [ 76 ] |
| Viktoria Rebensburg | supergigant (k)     | N/A        | N/A        | N/A        | N/A        | 1:21,62 | 10.     | [ 77 ] |
| Kira Weidle         | supergigant (k)     | N/A        | N/A        | N/A        | N/A        | DNF     | DNF     | [ 77 ] |
| Viktoria Rebensburg | slalom gigant (k)   | 1:11,45    | 8.         | 1:09,15    | 3.         | 2:20,60 | 4.      | [ 78 ] |
| Marina Wallner      | slalom (k)          | 51,12      | 12.        | 50,98      | 22.        | 1:42,10 | 19.     | [ 79 ] |
| Christina Geiger    | slalom (k)          | 51,44      | 19.        | DNF        | DNF        | DNF     | DNF     | [ 79 ] |
| Lena Dürr           | slalom (k)          | DNF        | DNF        | DNF        | DNF        | DNF     | DNF     | [ 79 ] |

| Zawodnik                                                             | Konkurencja | 1/8 finału         | Ćwierćfinał          | Półfinał         | Finał            | Źródło |
| Zawodnik                                                             | Konkurencja | Przeciwnik Wynik   | Przeciwnik Wynik     | Przeciwnik Wynik | Przeciwnik Wynik | Źródło |
| -------------------------------------------------------------------- | ----------- | ------------------ | -------------------- | ---------------- | ---------------- | ------ |
| Lena Dürr Marina Wallner Fritz Dopfer Alexander Schmid Linus Straßer | drużynowo   | Słowacja · W (2:2) | Szwajcaria · p (2:2) | NQ               | NQ               | [ 82 ] |

### Narciarstwo dowolne
Jazda po muldach
| Zawodnicy         | Konkurencja             | Kwalifikacje | Kwalifikacje | Kwalifikacje | Kwalifikacje | Kwalifikacje | Kwalifikacje | Finał      | Finał      | Finał      | Finał      | Finał      | Finał      | Finał      | Finał      | Finał      | Źródło                             |
| Zawodnicy         | Konkurencja             | Przejazd 1   | Przejazd 1   | Przejazd 1   | Przejazd 2   | Przejazd 2   | Przejazd 2   | Przejazd 1 | Przejazd 1 | Przejazd 1 | Przejazd 2 | Przejazd 2 | Przejazd 2 | Przejazd 3 | Przejazd 3 | Przejazd 3 | Źródło                             |
| Zawodnicy         | Konkurencja             | Czas         | Punkty       | Miejsce      | Czas         | Punkty       | Miejsce      | Czas       | Punkty     | Miejsce    | Czas       | Punkty     | Miejsce    | Czas       | Punkty     | Miejsce    | Źródło                             |
| ----------------- | ----------------------- | ------------ | ------------ | ------------ | ------------ | ------------ | ------------ | ---------- | ---------- | ---------- | ---------- | ---------- | ---------- | ---------- | ---------- | ---------- | ---------------------------------- |
| Katharina Förster | jazda po muldach kobiet | 29,71        | 63,17        | 24.          | 30,05        | 69,68        | 9.           | 29,63      | 72,33      | 13.        | NQ         | NQ         | NQ         | NQ         | NQ         | NQ         | [ 83 ] [ 84 ] [ 85 ] [ 86 ] [ 87 ] |
| Léa Bouard        | jazda po muldach kobiet | 29,18        | 55,71        | 24.          | 28,96        | 65,08        | 15.          | NQ         | NQ         | NQ         | NQ         | NQ         | NQ         | NQ         | NQ         | NQ         | [ 83 ] [ 84 ] [ 85 ] [ 86 ] [ 87 ] |

Skicross
| Zawodnicy         | Konkurencja       | Rozstawienie | Rozstawienie | 1/8 finału | Ćwierćfinał | Półfinał | Finał   | Finał   | Źródło                             |
| Zawodnicy         | Konkurencja       | Czas         | Miejsce      | Pozycja    | Pozycja     | Pozycja  | Pozycja | Miejsce | Źródło                             |
| ----------------- | ----------------- | ------------ | ------------ | ---------- | ----------- | -------- | ------- | ------- | ---------------------------------- |
| Paul Eckert       | skicross mężczyzn | 1:10,06      | 10.          | 3.         | NQ          | NQ       | NQ      | NQ      | [ 88 ] [ 89 ]                      |
| Tim Hronek        | skicross mężczyzn | 1:10,27      | 20.          | 3.         | NQ          | NQ       | NQ      | NQ      | [ 88 ] [ 89 ]                      |
| Florian Wilmsmann | skicross mężczyzn | 1:10,33      | 21.          | 4.         | NQ          | NQ       | NQ      | NQ      | [ 88 ] [ 89 ]                      |
| Julia Eichinger   | skicross kobiet   | 1:17,56      | 20.          | 3.         | NQ          | NQ       | NQ      | NQ      | [ 90 ] [ 91 ] [ 92 ] [ 93 ] [ 94 ] |
| Celia Funkler     | skicross kobiet   | DNS          | DNS          | DNS        | DNS         | DNS      | DNS     | DNS     | [ 90 ] [ 91 ] [ 92 ] [ 93 ] [ 94 ] |

| Zawodnicy        | Konkurencja       | Kwalifikacje | Kwalifikacje | Kwalifikacje | Kwalifikacje | Finał   | Finał   | Finał   | Finał     | Finał   | Źródło        |
| Zawodnicy        | Konkurencja       | Ślizg 1      | Ślizg 2      | Najlepszy    | Miejsce      | Ślizg 1 | Ślizg 2 | Ślizg 3 | Najlepszy | Miejsce | Źródło        |
| ---------------- | ----------------- | ------------ | ------------ | ------------ | ------------ | ------- | ------- | ------- | --------- | ------- | ------------- |
| Kea Kühnel       | slopestyle kobiet | 19,40        | 59,60        | 59,60        | 18.          | NQ      | NQ      | NQ      | NQ        | NQ      | [ 95 ]        |
| Sabrina Cakmakli | halfpipe kobiet   | 81,80        | 31,40        | 81,80        | 7.           | 74,20   | 57,60   | 20,40   | 74,20     | 8.      | [ 96 ] [ 97 ] |

### Saneczkarstwo
Mężczyźni
| Zawodnik                    | Konkurencja | Ślizg 1 | Ślizg 1 | Ślizg 2 | Ślizg 2 | Ślizg 3 | Ślizg 3 | Ślizg 4 | Ślizg 4 | Łącznie  | Pozycja | Źródło |
| Zawodnik                    | Konkurencja | Czas    | Pozycja | Czas    | Pozycja | Czas    | Pozycja | Czas    | Pozycja | Łącznie  | Pozycja | Źródło |
| --------------------------- | ----------- | ------- | ------- | ------- | ------- | ------- | ------- | ------- | ------- | -------- | ------- | ------ |
| Johannes Ludwig             | Jedynki     | 47,764  | 3.      | 47,940  | 14.     | 47,625  | 6.      | 47,603  | 3.      | 3:10,932 | brąz    | [ 98 ] |
| Felix Loch                  | Jedynki     | 47,674  | 2.      | 47,625  | 1.      | 47,560  | 2.      | 48,109  | 19.     | 3:10,968 | 5.      | [ 98 ] |
| Andi Langenhan              | Jedynki     | 48,083  | 17.     | 47,850  | 8.      | 47,630  | 7.      | 47,870  | 13.     | 3:11,433 | 10.     | [ 98 ] |
| Tobias Wendl Tobias Arlt    | Dwójki      | 45,820  | 1.      | 45,877  | 1.      | N/A     | N/A     | N/A     | N/A     | 1:31,697 | złoto   |        |
| Toni Eggert Sascha Benecken | Dwójki      | 45,931  | 3.      | 46,056  | 3.      | N/A     | N/A     | N/A     | N/A     | 1:31,987 | brąz    | [ 99 ] |

Kobiety
| Zawodnik             | Konkurencja | Ślizg 1 | Ślizg 1 | Ślizg 2 | Ślizg 2 | Ślizg 3 | Ślizg 3 | Ślizg 4 | Ślizg 4 | Łącznie  | Pozycja | Źródło  |
| Zawodnik             | Konkurencja | Czas    | Pozycja | Czas    | Pozycja | Czas    | Pozycja | Czas    | Pozycja | Łącznie  | Pozycja | Źródło  |
| -------------------- | ----------- | ------- | ------- | ------- | ------- | ------- | ------- | ------- | ------- | -------- | ------- | ------- |
| Natalie Geisenberger | Jedynki     | 46,245  | 1.      | 46,209  | 3.      | 46,280  | 1.      | 46,498  | 2.      | 3:05,253 | złoto   | [ 100 ] |
| Dajana Eitberger     | Jedynki     | 46,381  | 7.      | 46,193  | 2.      | 46,577  | 7.      | 46,448  | 1.      | 3:05,599 | srebro  | [ 100 ] |
| Tatjana Hüfner       | Jedynki     | 46,322  | 3.      | 46,339  | 6.      | 46,392  | 2.      | 46,660  | 5.      | 3:05,713 | 4.      | [ 100 ] |

| Zawodnicy                                                       | Konkurencja | Czas przejazdu       | Łącznie  | Pozycja | Źródło  |
| --------------------------------------------------------------- | ----------- | -------------------- | -------- | ------- | ------- |
| Natalie Geisenberger Johannes Ludwig Tobias Wendl / Tobias Arlt | sztafeta    | 46,870 48,822 48,825 | 2:24,517 | złoto   | [ 101 ] |

### Short track
Kobiety
| Zawodniczka   | Konkurencja         | Kwalifikacje | Kwalifikacje | Ćwierćfinał | Ćwierćfinał | Półfinał | Półfinał | Finał | Finał   | Źródło                          |
| Zawodniczka   | Konkurencja         | Czas         | Miejsce      | Czas        | Miejsce     | Czas     | Miejsce  | Czas  | Miejsce | Źródło                          |
| ------------- | ------------------- | ------------ | ------------ | ----------- | ----------- | -------- | -------- | ----- | ------- | ------------------------------- |
| Bianca Walter | Bieg na 500 metrów  | 43,541       | 3.           | NQ          | NQ          | NQ       | NQ       | NQ    | NQ      | [ 102 ] [ 103 ] [ 104 ] [ 105 ] |
| Anna Seidel   | Bieg na 500 metrów  | 43,742       | 2.           | 44,325      | 4.          | NQ       | NQ       | NQ    | NQ      | [ 102 ] [ 103 ] [ 104 ] [ 105 ] |
| Bianca Walter | Bieg na 1000 metrów | 1:36,128     | 3.           | 1:31,085    | 5.          | NQ       | NQ       | NQ    | NQ      | [ 106 ]                         |
| Anna Seidel   | Bieg na 1000 metrów | DSQ          | DSQ          | NQ          | NQ          | NQ       | NQ       | NQ    | NQ      | [ 106 ]                         |
| Bianca Walter | Bieg na 1500 metrów | 2:30,819     | 5.           | N/A         | N/A         | NQ       | NQ       | NQ    | NQ      | [ 107 ] [ 108 ]                 |
| Anna Seidel   | Bieg na 1500 metrów | 2:56,976     | 2.           | N/A         | N/A         | 3:00,658 | 6.       | NQ    | NQ      | [ 107 ] [ 108 ]                 |

### Skoki narciarskie
| Konkurencja                                                 | Skoczek                   | Kwalifikacje | Kwalifikacje | Kwalifikacje | Skok 1                  | Skok 1                  | Skok 2            | Skok 2                  | Nota   | Pozycja | Źródło                  |
| Konkurencja                                                 | Skoczek                   | odległość    | Nota         | Miejsce      | odległość               | Nota                    | odległość         | Nota                    | Nota   | Pozycja | Źródło                  |
| ----------------------------------------------------------- | ------------------------- | ------------ | ------------ | ------------ | ----------------------- | ----------------------- | ----------------- | ----------------------- | ------ | ------- | ----------------------- |
| Andreas Wellinger                                           | Skocznia normalna         | 103,0        | 133,6        | 1.           | 104,5                   | 124,9                   | 113,5             | 134,4                   | 259,3  | złoto   | [ 109 ] [ 110 ] [ 111 ] |
| Richard Freitag                                             | Skocznia normalna         | 102,0        | 129,1        | 4.           | 106,0                   | 125,5                   | 102,5             | 114,5                   | 240,2  | 9.      | [ 109 ] [ 110 ] [ 111 ] |
| Markus Eisenbichler                                         | Skocznia normalna         | 102,5        | 127,7        | 6.           | 106,0                   | 121,6                   | 106,5             | 118,6                   | 240,2  | 8.      | [ 109 ] [ 110 ] [ 111 ] |
| Karl Geiger                                                 | Skocznia normalna         | 102,0        | 123,0        | 7.           | 103,5                   | 120,3                   | 105,0             | 116,4                   | 236,7  | 10.     | [ 109 ] [ 110 ] [ 111 ] |
| Andreas Wellinger                                           | Skocznia duża             | 135,0        | 127,1        | 4.           | 135,5                   | 138,8                   | 142,0             | 143,5                   | 282,3  | srebro  | [ 112 ] [ 113 ] [ 114 ] |
| Markus Eisenbichler                                         | Skocznia duża             | 135,0        | 123,6        | 9.           | 130,0                   | 128,7                   | 130,5             | 126,7                   | 255,4  | 14.     | [ 112 ] [ 113 ] [ 114 ] |
| Karl Geiger                                                 | Skocznia duża             | 130,5        | 117,7        | 12.          | 132,0                   | 129,5                   | 137,5             | 138,1                   | 267,6  | 7.      | [ 112 ] [ 113 ] [ 114 ] |
| Richard Freitag                                             | Skocznia duża             | 130,0        | 116,8        | 13.          | 130,0                   | 131,5                   | 127,5             | 128,5                   | 260,0  | 9.      | [ 112 ] [ 113 ] [ 114 ] |
| Katharina Althaus                                           | skocznia normalna kobiety | N/A          | N/A          | N/A          | 106,5                   | 123,2                   | 106,0             | 129,4                   | 252,6  | srebro  | [ 115 ] [ 116 ]         |
| Carina Vogt                                                 | skocznia normalna kobiety | N/A          | N/A          | N/A          | 97,0                    | 108,6                   | 101,5             | 119,3                   | 227,9  | 5.      | [ 115 ] [ 116 ]         |
| Ramona Straub                                               | skocznia normalna kobiety | N/A          | N/A          | N/A          | 98,5                    | 104,4                   | 98,5              | 106,1                   | 210,6  | 8.      | [ 115 ] [ 116 ]         |
| Juliane Seyfarth                                            | skocznia normalna kobiety | N/A          | N/A          | N/A          | 102,5                   | 108,3                   | 90,0              | 86,0                    | 194,3  | 10.     | [ 115 ] [ 116 ]         |
| Karl Geiger Stephan Leyhe Richard Freitag Andreas Wellinger | Konkurs drużynowy         | N/A          | N/A          | N/A          | 136,0 128,0 134,5 140,0 | 139,4 124,1 134,5 145,9 | 134,0 129,0 134,5 | 131,7 126,0 135,8 138,3 | 1075,7 | srebro  | [ 117 ] [ 118 ]         |

### Skeleton
| Zawodnik             | Konkurencja | Ślizg 1 | Ślizg 1 | Ślizg 2 | Ślizg 2 | Ślizg 3 | Ślizg 3 | Ślizg 4 | Ślizg 4 | Łącznie | Pozycja | Źródło  |
| Zawodnik             | Konkurencja | Czas    | Pozycja | Czas    | Pozycja | Czas    | Pozycja | Czas    | Pozycja | Łącznie | Pozycja | Źródło  |
| -------------------- | ----------- | ------- | ------- | ------- | ------- | ------- | ------- | ------- | ------- | ------- | ------- | ------- |
| Axel Jungk           | mężczyźni   | 50,77   | 3.      | 51,01   | 9.      | 50,83   | 8.      | 50,99   | 10.     | 3:23,60 | 7.      | [ 119 ] |
| Christopher Grotheer | mężczyźni   | 51,05   | 9.      | 51,06   | 11.     | 51,01   | 10.     | 50,93   | 8.      | 3:24,05 | 8.      | [ 119 ] |
| Alexander Gassner    | mężczyźni   | 51,05   | 9.      | 51,08   | 12.     | 51,04   | 11.     | 50,99   | 10.     | 3:24,10 | 9.      | [ 119 ] |
| Jacqueline Lölling   | kobiety     | 51,74   | 2.      | 52,12   | 4.      | 52,04   | 7.      | 51,83   | 3.      | 3:27,73 | srebro  | [ 120 ] |
| Tina Hermann         | kobiety     | 51,98   | 4.      | 52,31   | 10.     | 51,83   | 1.      | 51,86   | 4.      | 3:27,98 | 5.      | [ 120 ] |
| Anna Fernstädt       | kobiety     | 51,99   | 5.      | 52,17   | 5.      | 51,88   | 3.      | 52,00   | 6.      | 3:28,04 | 6.      | [ 120 ] |

### Snowboarding
| Zawodnik             | Konkurencja       | Kwalifikacje | Kwalifikacje | Kwalifikacje | Kwalifikacje | Finał   | Finał   | Finał   | Finał | Finał   | Źródło  |
| Zawodnik             | Konkurencja       | Zjazd 1      | Zjazd 2      | Wynik        | Miejsce      | Zjazd 1 | Zjazd 2 | Zjazd 3 | wynik | Pozycja | Źródło  |
| -------------------- | ----------------- | ------------ | ------------ | ------------ | ------------ | ------- | ------- | ------- | ----- | ------- | ------- |
| Johannes Hoepfl      | halfpipe mężczyzn | 53,25        | 59,50        | 59,50        | 23.          | NQ      | NQ      | NQ      | NQ    | NQ      | [ 121 ] |
| Silvia Mittermueller | slopestyle kobiet | N/A          | N/A          | N/A          | N/A          | 1,00    | DNS     | N/A     | 1,00  | 26.     | [ 122 ] |

| Konkurencja      | Zawodnik        | Rozstawienie | Rozstawienie | 1/8 finału | Ćwierćfinał | Półfinał | Finał   | Finał   | Źródło                                  |
| Konkurencja      | Zawodnik        | Czas         | Miejsce      | Pozycja    | Pozycja     | Pozycja  | Pozycja | Miejsce | Źródło                                  |
| ---------------- | --------------- | ------------ | ------------ | ---------- | ----------- | -------- | ------- | ------- | --------------------------------------- |
| Paul Berg        | cross mężczyźni | 1:14,39      | 14.          | 2.         | 5.          | NQ       | NQ      | NQ      | [ 123 ] [ 124 ] [ 125 ] [ 126 ] [ 127 ] |
| Konstantin Schad | cross mężczyźni | 1:15,73      | 33.          | 4.         | NQ          | NQ       | NQ      | NQ      | [ 123 ] [ 124 ] [ 125 ] [ 126 ] [ 127 ] |
| Martin Nörl      | cross mężczyźni | 1:14,12      | 7.           | 1.         | 1.          | 4.       | 2.      | 8.      | [ 123 ] [ 124 ] [ 125 ] [ 126 ] [ 127 ] |
| Jana Fischer     | cross kobiety   | 1:22,92      | 22.          | N/A        | 4.          | NQ       | NQ      | NQ      | [ 128 ] [ 129 ]                         |

| Konkurencja                | Zawodnik              | Rozstawienie | Rozstawienie | 1/8 finału        | Ćwierćfinał      | Półfinał        | Finał/3.miejsce     | Finał/3.miejsce | Źródło                                  |
| Konkurencja                | Zawodnik              | Czas         | Miejsce      | Przeciwnik Czas   | Przeciwnik Czas  | Przeciwnik Czas | Przeciwnik Czas     | Miejsce         | Źródło                                  |
| -------------------------- | --------------------- | ------------ | ------------ | ----------------- | ---------------- | --------------- | ------------------- | --------------- | --------------------------------------- |
| Stefan Baumeister          | slalom równoległy (m) | 1:25,37      | 7.           | Kislinger W       | Košir P (+ 3,07) | NQ              | NQ                  | NQ              | [ 130 ] [ 131 ]                         |
| Patrick Bussler            | slalom równoległy (m) | 1:26,77      | 25.          | NQ                | NQ               | NQ              | NQ                  | NQ              | [ 130 ] [ 131 ]                         |
| Alexander Bergmann         | slalom równoległy (m) | 1:29,25      | 31.          | NQ                | NQ               | NQ              | NQ                  | NQ              | [ 130 ] [ 131 ]                         |
| Selina Jörg                | slalom równoległy (k) | 1:30,16      | 2.           | Tudiegieszewa W   | Takeuchi W       | Zawarzina W     | Ledecká P (+0,46)   | srebro          | [ 132 ] [ 133 ] [ 134 ] [ 135 ] [ 136 ] |
| Carolin Langenhorst        | slalom równoległy (k) | 1:31,98      | 4.           | Meschik P (+0,02) | NQ               | NQ              | NQ                  | NQ              | [ 132 ] [ 133 ] [ 134 ] [ 135 ] [ 136 ] |
| Ramona Theresia Hofmeister | slalom równoległy (k) | 1:31,98      | 5.           | Jenny W           | Meschik W        | Ledecká P (DNF} | Zawarzina W (+4,47) | brąz            | [ 132 ] [ 133 ] [ 134 ] [ 135 ] [ 136 ] |
| Anke Karstens              | slalom równoległy (k) | 1:34,70      | 21.          | NQ                | NQ               | NQ              | NQ                  | NQ              | [ 132 ] [ 133 ] [ 134 ] [ 135 ] [ 136 ] |